# Fenena van Koejavië
Fenena van Koejavië (circa 1276 - 1295) was van 1290 tot aan haar dood koningin-gemalin van Hongarije. Ze behoorde tot de Koejavische tak van het huis Piasten.

## Levensloop
Fenena was de oudste dochter van hertog Ziemomysł van Inowrocław uit diens huwelijk met Salomea, dochter van hertog Sambor II van Pommerellen.
In juli 1290 werd Andreas III gekroond tot koning van Hongarije. Om zijn positie te verstevigen wilde hij een alliantie sluiten met Polen, meer bepaald met hertog Wladislaus de Korte van Sieradz. Deze laatste wilde op zijn beurt een alliantie sluiten met Hongarije om zijn kansen op de Poolse troon te vergroten. Om de Hongaars-Koejavische alliantie te bezegelen werd Fenena uitgehuwelijkt aan Andreas III, waarna ze in oktober 1290 aankwam in Hongarije. Het huwelijk vond ten laatste op 24 november plaats. Vermoedelijk op dezelfde dag werd ze tot koningin-gemalin van Hongarije gekroond.
Fenena speelde een bescheiden rol aan het Hongaarse hof. In 1292 beviel ze van een dochter Elisabeth (1292-1336/1338), die zuster in het dominicanenklooster van Töss werd. Ze overleed vermoedelijk eind 1295, waarop ze een onbekende plaats werd bijgezet. Haar echtgenoot Andreas III hertrouwde een jaar later met Agnes van Oostenrijk, dochter van Rooms-Duits koning Albrecht I van Habsburg.